# Рябиновка (Красноуфімський міський округ)
Ряби́новка (рос. Рябиновка) — присілок у складі Красноуфімського міського округу (Натальїнськ) Свердловської області.
Населення — 15 осіб (2010, 37 у 2002).
Національний склад станом на 2002 рік: росіяни — 65 %, татари — 27 %.